# Manfred Prenzel
Manfred Prenzel (* 11. Juni 1952 in Forchheim) ist ein deutscher Erziehungswissenschaftler und Bildungsforscher. Von Mitte 2014 bis Anfang 2017 war er Vorsitzender des Wissenschaftsrats.

## Lebenslauf
Nach dem Studium der Fächer Pädagogik, Psychologie und Soziologie erwarb Prenzel die Abschlüsse M.A. (1976) und Dr. phil. (1980).
Als Wissenschaftlicher Assistent an der Ludwig-Maximilians-Universität München bei Hans Schiefele habilitierte er sich (Pädagogik und Pädagogische Psychologie) 1987. Er war bis 1993 Oberassistent an der Ludwig-Maximilians-Universität München bei Heinz Mandl und anschließend Professor für Pädagogische Psychologie an der Universität Regensburg. Seit 1997 arbeitete er am Institut für die Pädagogik der Naturwissenschaften (IPN) als Direktor der Abteilung Erziehungswissenschaft und Professor für Pädagogik an der Christian-Albrechts-Universität zu Kiel. Seit 2000 war er Geschäftsführender Direktor des Instituts für die Pädagogik der Naturwissenschaft (IPN).
2009 wechselte er an die Technische Universität München als Gründungsdekan der TUM School of Education, die von Susanne Klatten finanziert wurde.
2011 wurde Prenzel Mitglied im Wissenschaftsrat, dessen Vorsitz er am 1. Juli 2014 übernahm und bis Anfang 2017 innehatte. Ab April 2018 war Prenzel Professor für Empirische Bildungsforschung mit Bezug zur LehrerInnenbildung am Institut für LehrerInnenbildung an der Universität Wien und Leiter des Zentrums für LehrerInnenbildung der Universität Wien. Mit Ende des Sommersemesters 2023 trat er in den Ruhestand.
Seine Forschungsgebiete sind Lehr-Lern-Forschung und Bildungsforschung, vor allem Konzeptionen naturwissenschaftlicher Bildung und Erfassung naturwissenschaftlicher Kompetenz, Lernmotivation und Interesse, Lerntransfer und Wissensanwendung, Unterrichtsmuster und Lernprozesse, Qualitätsentwicklung im mathematisch-naturwissenschaftlichen Unterricht, Bildungsmonitoring sowie internationale Schulleistungsvergleiche (large-scale-assessments oder LSA).
Prenzel ist Mitglied der Deutschen Akademie der Technikwissenschaften (Acatech). 2016 erhielt er den Arthur-Burkhardt-Preis, 2017 ein Ehrendoktorat der Leuphana Universität Lüneburg.

## Arbeitsschwerpunkte/Projekte
- Leitung des Modellversuchsprogramms "Steigerung der Effizienz des mathematisch-naturwissenschaftlichen Unterrichts": SINUS-Transfer Grundschule
- Nationaler Projektmanager für PISA 2003 und 2006, Mitglied der internationalen PISA Science Expert Group der OECD, Mitglied im Deutschen PISA Konsortium 2009
- Panelstudie zu Studienverläufen zukünftiger Lehrkräfte
- Nationales Bildungspanel: Kompetenzsäule Naturwissenschaften, Mathematik, Computer Literacy

## Schriften
- Hrsg.: PISA 2006 in Deutschland: die Kompetenzen der Jugendlichen im dritten Ländervergleich. PISA-Konsortium Deutschland. Waxmann, Münster u. a. 2008.
- mit C. H. Carstensen und Jürgen Baumert: Trendanalysen: Wie haben sich die Kompetenzen in Deutschland zwischen PISA 2000 und PISA 2006 entwickelt? In: Zeitschrift für Erziehungswissenschaft. Sonderheft 10, 2008, S. 11–34.
- mit B. Drechsel: Aus Vergleichsstudien lernen. Aufbau, Durchführung und Interpretation internationaler Vergleichsstudien. (= Schulmanagement Handbuch. Nr. 126). Oldenbourg, München 2008.
- mit Peter Fauser und M. Schratz (Hrsg.): Was für Schulen! Gute Schule in Deutschland. Der Deutsche Schulpreis 2007. Klett/Kallmeyer, Seelze-Velber 2008.

## Einzelbelege
1. ↑  TUM edu
2. ↑  Neue Professuren an der Universität Wien: Univ.-Prof. Dr. Manfred Prenzel. Abgerufen am 5. Juli 2018.
3. ↑  Abschiedsymposion Manfred Prenzel. Abgerufen am 18. Juni 2025.

| Personendaten    | Personendaten                                                       |
| ---------------- | ------------------------------------------------------------------- |
| NAME             | Prenzel, Manfred                                                    |
| KURZBESCHREIBUNG | deutscher Erziehungswissenschaftler u. Koordinator der PISA-Studien |
| GEBURTSDATUM     | 11. Juni 1952                                                       |
| GEBURTSORT       | Forchheim                                                           |